# Arquidiócesis de San José (Costa Rica)
La arquidiócesis de San José o de San José de Costa Rica (en latín: Archidioecesis Sancti Iosephi in Costarica) es una circunscripción eclesiástica de la Iglesia católica en Costa Rica. Se trata de una arquidiócesis latina, sede metropolitana de la provincia eclesiástica de San José. Desde el 4 de julio de 2013 su arzobispo es José Rafael Quirós Quirós.

## Territorio y organización
La arquidiócesis tiene 2686 km² y extiende su jurisdicción sobre los fieles católicos de rito latino residentes en parte de las provincias de: San José, Cartago y Heredia.
La sede de la arquidiócesis se encuentra en la ciudad de San José, en donde se halla la Catedral de San José.
La arquidiócesis tiene como sufragáneas a las diócesis de: Alajuela, Cartago, Ciudad Quesada, Limón, Puntarenas, San Isidro de El General y Tilarán-Liberia.
En 2022 en la arquidiócesis existían 107 parroquias agrupadas en 10 vicarías foráneas:
San José (abarca el centro de San José)

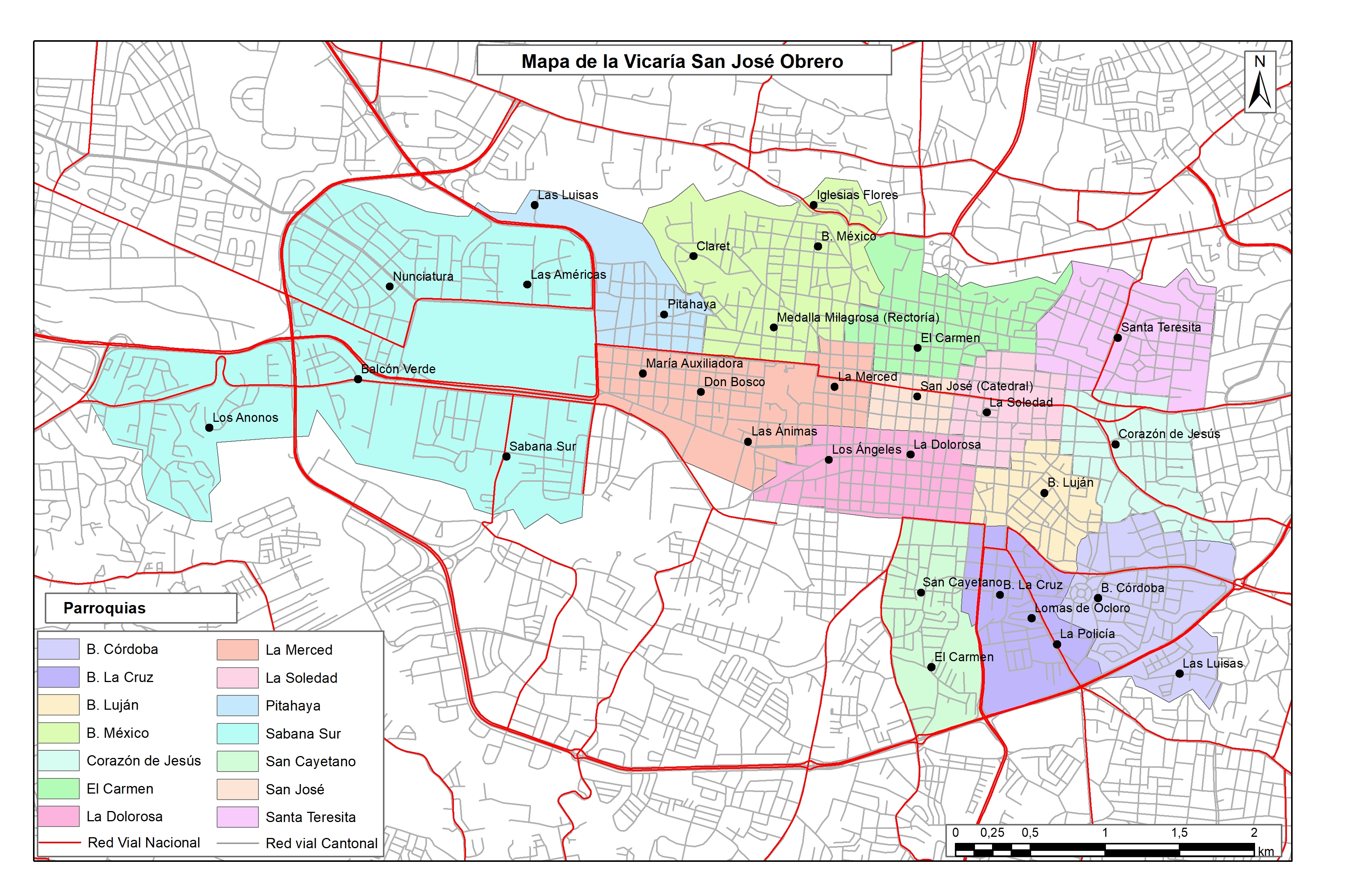
Mapa de la vicaría San José Obrero

- Catedral metropolitana, distrito Catedral
- Dulce Nombre de Jesús, Pitahaya, distrito  Merced
- La Santa Cruz, Barrio La Cruz, distrito Catedral
- Nuestra Señora de la Merced, distrito Hospital
- Nuestra Señora de la Dolorosa, distrito Catedral
- Nuestra Señora de la Limpia Concepción del Rescate de Ujarras, Córdoba, Distrito Zapote
- Nuestra Señora de la Soledad, distrito Catedral
- Nuestra Señora del Luján, Barrio Luján, distrito Catedral
- Nuestra Señora del Carmen, distrito Carmen
- Nuestra Señora del Perpetuo Socorro, Morenos, distrito Mata Redonda
- Rectoría Medalla Milagrosa, Calle 20, Distrito Merced
- Rectoría Preciosísima Sangre de Cristo, Las Animas, San Francisco,Distrito Hospital
- San Cayetano, distrito Catedral
- San Juan María Bautista de Vianney, Barrio México, distrito Merced
- Santa Teresita del Niño Jesús, Barrio Escalante, distrito Carmen
- Sagrado Corazón de Jesús, Barrio Francisco Peralta, distrito Catedral

Santo Cristo de Esquipulas (Alajuelita, Hatillo, San Sebastián)

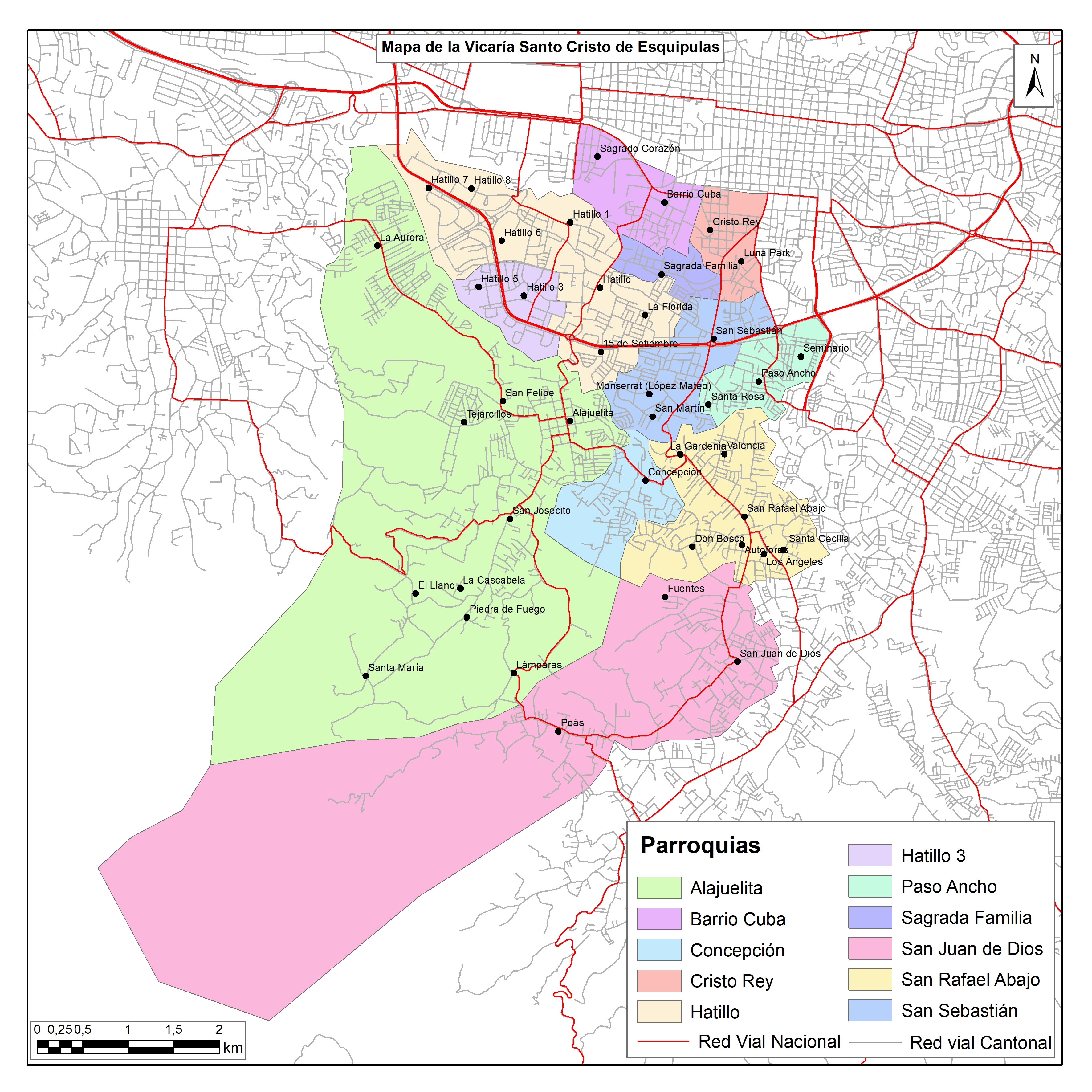
Mapa de la vicaría Santo Cristo de Esquipulas

- Corazón de María, San Rafael Abajo, Desamparados. Filiales: Santa Cecilia, Autofores, Los Ángeles, Don Bosco, Valencia, La Gardenia.
- Cristo Rey, Distrito Hospital. Filial: Luna Park.

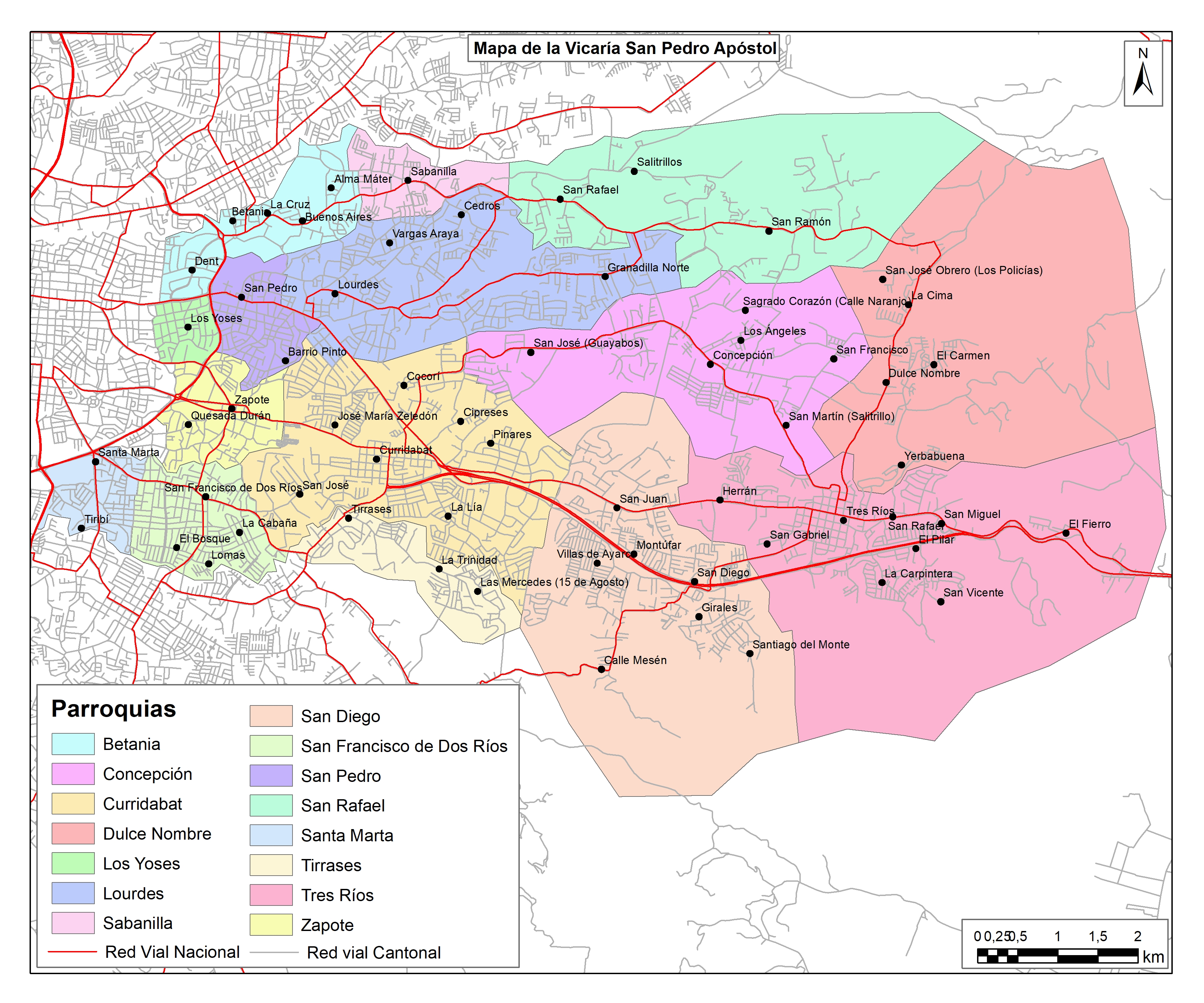
Mapa de la vicaría San Pedro Apóstol

- Inmaculada Concepción, Concepción de Alajuelita. No posee filiales.

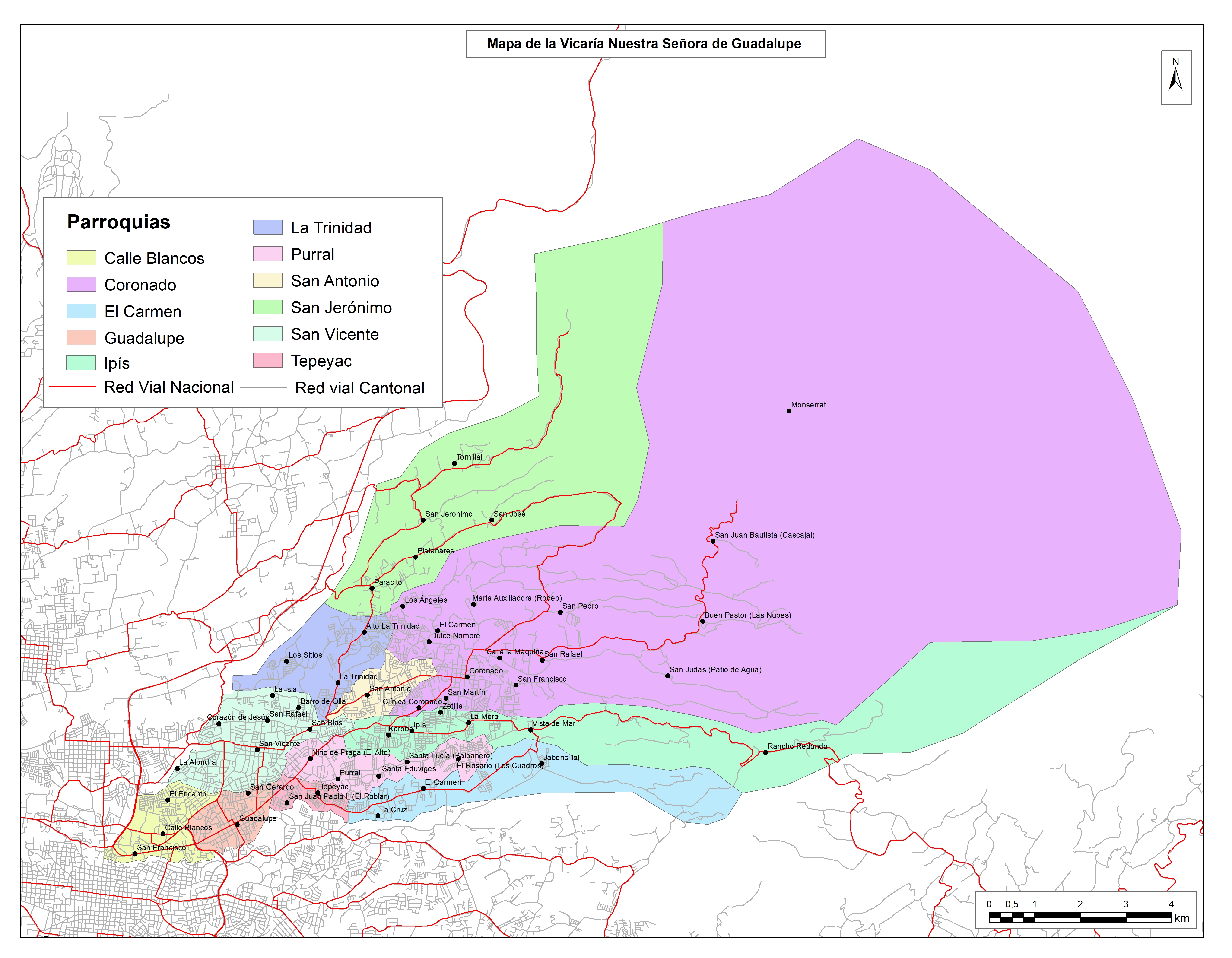
Mapa de la vicaría Nuestra Señora de Guadalupe

- Nuestra Señora de Fátima, Hatillo 3, Distrito Hatillo. Filial: Hatillo 5.
- Nuestra Señora de la Medalla Milagrosa, Barrio Cuba, distrito Hospital. Filial: Sagrado Corazón.
- Sagrada Familia, Distrito Hatillo. No posee filiales.
- Sagrado Corazón de Jesús, Distrito Hatillo. Filiales: 15 de Septiembre, La Florida, Hatillo 7, Hatillo 6, Hatillo 8 y Hatillo 1.
- San José Obrero, Paso Ancho, Distrito San Sebastián. Filiales: Santa Rosa y Seminario.
- San Juan de Dios, Desamparados. Filiales: Poás, y Fuentes.
- San Sebastián Mártir, Distrito San Sebastián. Filiales: San Martín y López Mateo (Monserrat).
- Santo Cristo de Esquipulas, Alajuelita. Filiales: La Aurora, San Felipe, Tejarcillos, El llano, Lámparas, San Josecito, La Cascabela, Piedra de Fuego y Santa María.

Nuestra Señora de Guadalupe (Goicoechea, Moravia, Vázquez de Coronado)
- Nuestra Señora de Fátima, La Trinidad de Moravia. Filiales: San Agustín (Sector sin datos), y San Francisco (Los Sitios).
- Nuestra Señora de Guadalupe, Guadalupe de Goicoechea. Filial: San Gerardo.
- Nuestra Señora de los Ángeles, Ipís de Goicoechea. Filiales: Rancho Redondo, Vista de Mar, Korobó, La Mora, Setillal y San Miguel.
- Nuestra Señora del Carmen, Mata de Plátano de Goicoechea. Filiales: B. La Cruz y Jaboncillal.
- San Antonio de Padua, San Antonio de Vázquez de Coronado. Filiales: información no encontrada.
- San Francisco de Asís, Tepeyac de Goicoechea. Filial: San Juan Pablo II (El Roblar).
- San Isidro Labrador, San Isidro de Vázquez de Coronado. Filiales: San Francisco, San Juan Bautista (Cascajal), San Judas Tadeo (barrio desconcocido), Los Ángeles, M. Auxiliadora (barrio desconocido), El Carmen, Madre del Buen Pastor (barrio desconocido), San Rafael, San Pedro, Dulce Nombre y San Martín.
- San Jerónimo, San Jerónimo Moravia. Filiales: Tornillal, Paracito, San José y Platanares.
- Pío X, Purral de Goicoechea. Filiales: Niño de Praga (El Alto), El Rosario (Los Cuadros), Santa Eduviges (Los Castores) y Santa Lucía (Balbanero).
- San Rafael Arcángel, Calle Blancos de Goicoechea. Filiales: San Francisco y El Encanto.
- San Vicente de Férrer, San Vicente de Moravia. Filiales: San Blas, La Alondra, Corazón de Jesús, La Isla, San Rafael y Barro de Olla.

San Miguel Arcángel (Santa Ana, Mora, Escazú, Pavas)

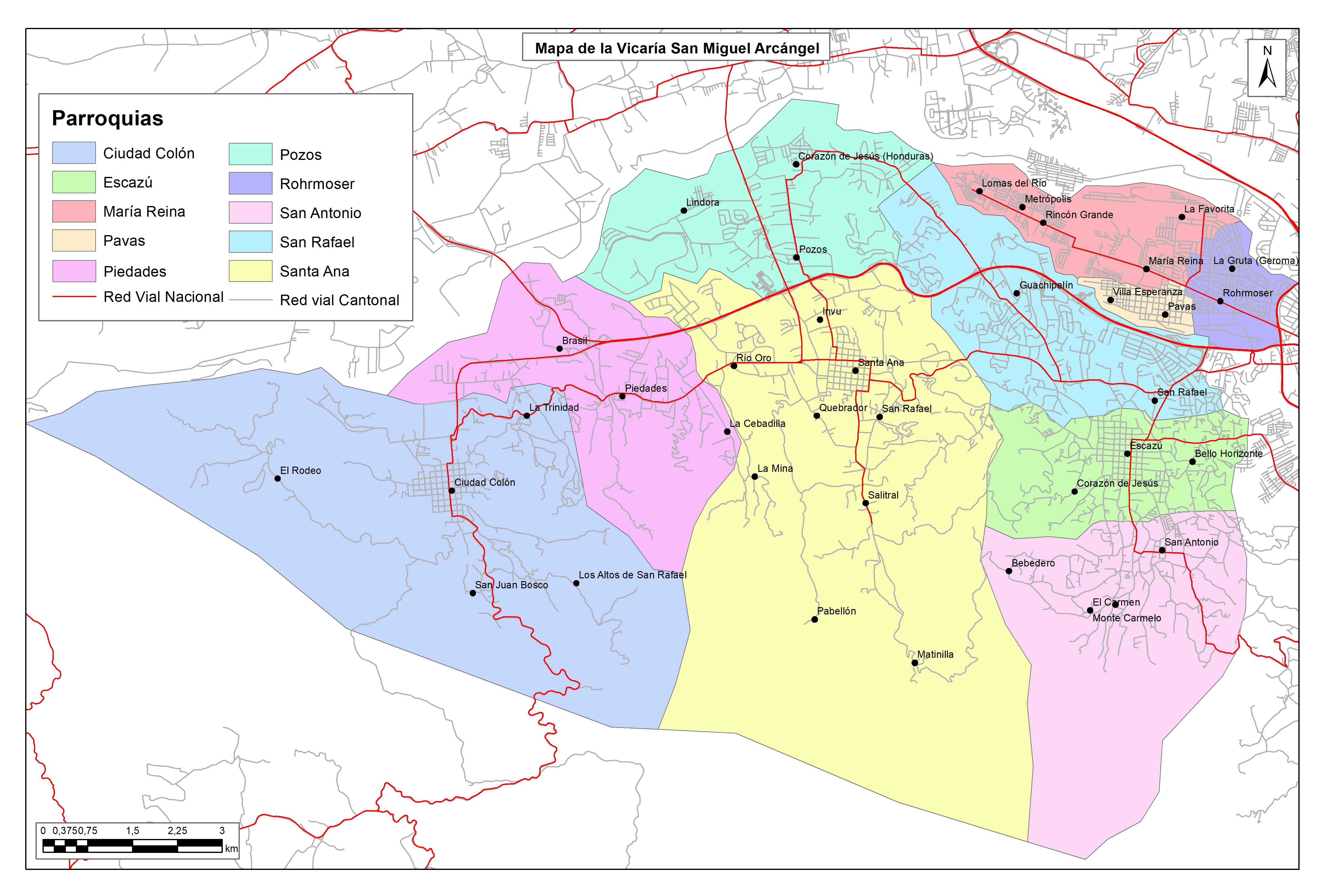
Mapa de la vicaría San Miguel Arcángel

- San Miguel Arcángel, Escazú. Filial Sagrado Corazón de Jesús (Barrio Corazón de Jesús), Filial Ntra. Sra de Monserrath (Bello Horizonte)
- Inmaculada Concepción, Pozos de Santa Ana. Filial Sagrado Corazón de Jesús (Barrio Corazón de Jesús el IMAS), Filial San Juan Bautista (Lindora)
- María Reina del Universo, Santa Catalina de Pavas
- Santa Bárbara- Pavas. Filial San Juan Pablo II (Villa Esperanza- Pavas)
- Nuestra Señora de la Asunción, Colón de Mora
- Nuestra Señora de la Piedad, Piedades de Santa Ana. Filial Santisima Trinidad (Calle Cebadilla), Filial Sagrado Corazón de Jesús (Brasil de Santa Ana)
- Nuestra Señora Virgen de Loreto, Rohrmoser (Parte Oeste) Pavas
- San Antonio de Padua, San Antonio de Escazú, Filial Nuestra Señora del Carmen, filial San Francisco de Asís Bebedero y filial Monte Carmelo
- San Rafael Arcángel, San Rafael de Escazú
- Santa Ana, Santa Ana. Filial Nstra Sra de las Mercedes (Salitral), Filial San Isidro Labrador (Matinilla- Salitral), Filial Ntra Sra del Carmen (Pabellón- Salitral), Filial San Joaquin (Rio Oro- Uruca), Filial Nstra Sra de Fatima (Quebrador- Uruca), Filial Nstra Sra de Lourdes (La Mina-Barrio España, Uruca), Filial San Rafael Arcángel (San Rafael- Centro), Filial San José Obrero (El Invu- Centro), Centro Parroquial Santa Ana.

Nuestra Señora de los Desamparados (Desamparados y Aserrí)

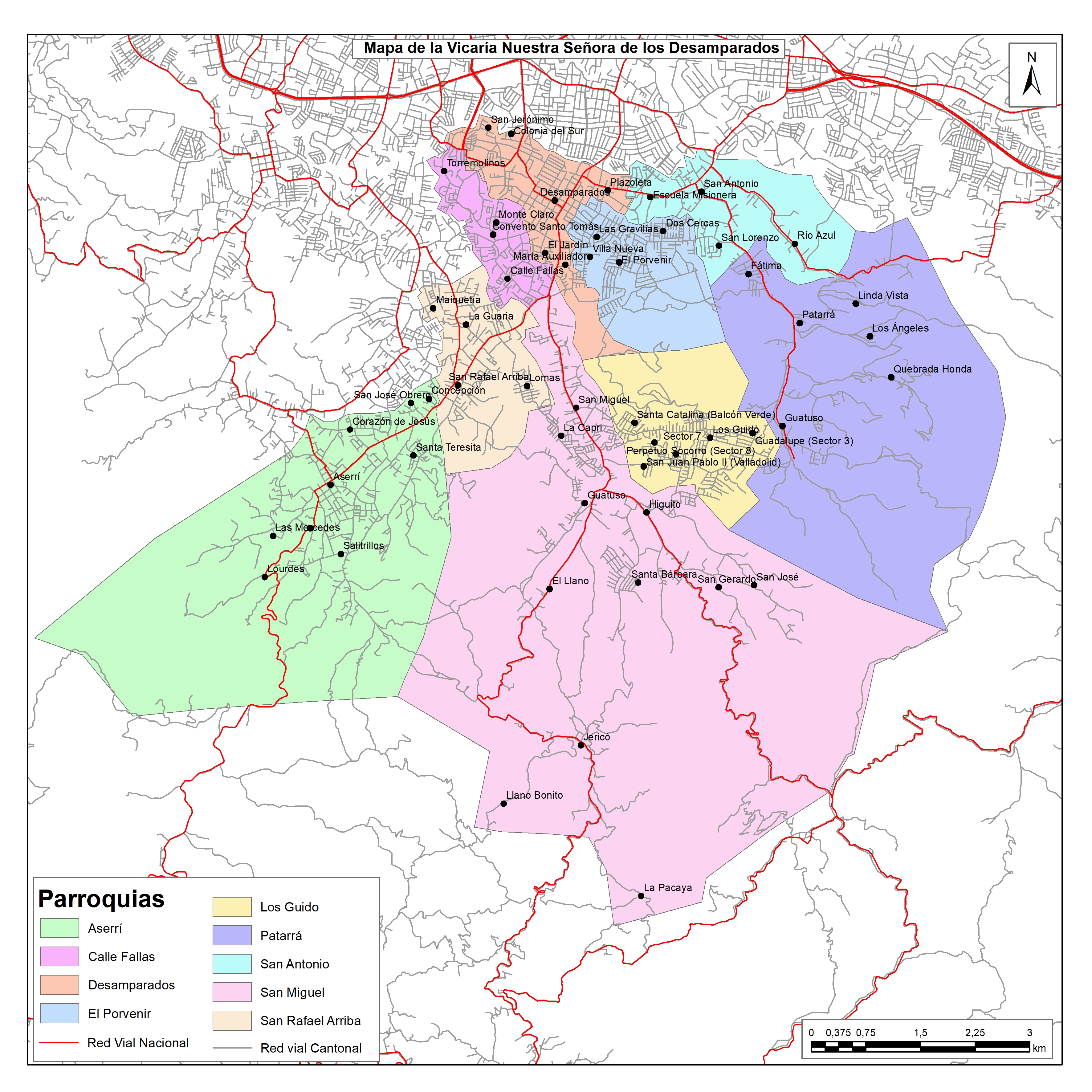
Mapa de la vicaría Nuestra Señora de los Desamparados

- Nuestra Señora de Fatima, Los Guido de Desamparados. Filiales: Nuestra Señora de Guadalupe (barrio desconocido), Nuestra Señora del Perpetuo Socorro (Sector 8), San Pablo de la Cruz (Sector 7), Santa Catalina de Siena (Balcón Verde) y

San Juan Pablo II (Valladolid).
- Nuestra Señora de los Desamparados, Desamparados centro. Filiales: El Jardín, San Jerónimo, Colonia del Sur, Plazoleta y M.Auxiliadora.
- El Sagrado Corazón de Jesús, El Porvenir de Desamparados. Filiales: Gravilias, Dos Cercas y Villanueva.
- San Antonio de Padua, San Antonio de Desamparados. Filiales: Escuela Misionera, San Lorenzo y Río Azul.
- San Juan Bautista, Patarrá de Desamparados. Filiales: Fátima, Linda Vista, Los Ángeles, Quebrada Honda y Guatuso.
- San Luis de Tolosa, Aserrí. Filiales: Salitrillos, Santa Teresita, Sagrado Corazón de Jesús, Las Mercedes, Concepción, San José Obrero, Cinco Esquinas y Lourdes.
- San Miguel, San Miguel de Desamparados. Filiales: La Capri, Higuito, Santa Bárbara, San José, San Gerardo, Guatuso, , El Llano, Jericó, Llano Bonito y Pacaya.
- San Rafael, San Rafael Arriba de Desamparados. Filiales: Lomas, La Guaria y Maiquetía.
- San Vicente de Paúl, Calle Fallas de Desamparados. Filiales: Monteclaro y Torremolinos.

San Pedro Apóstol (Montes de Oca, San Francisco de Dos Ríos, Zapote, Curridabat, La Unión)
- Inmaculada Concepción, Concepción de La Unión. Filiales: San Francisco, San Martín (barrio desconocido), Los Ángeles, Sagrado Corazón(barrio desconocido) y San José (barrio desconocido).
- Inmaculada Concepción, Zapote. Filial: Quesada Durán.
- Nuestra Señora de la Merced, Betania de Montes de Oca. Filiales: Dent, La Cruz, Alma mater y Buenos Aires.
- Nuestra Señora de Lourdes, Lourdes de Montes de Oca. Filiales: Granadilla Norte, Vargas Araya, Cedros.
- Nuestra Señora del Pilar, Tres Ríos de La Unión. Filiales: El Fierro, El Pilar, San Gabriel, Herrán, San Rafael, Carpintera, San Miguel y San Vicente.
- San Antonio de Padua, Curridabat. Filiales: B. San José, Cipreses, La Lía, José María Zeledón, Cocorí y Pinares.
- San Diego, San Diego de La Unión. Filiales: Santiago del Monte, Girales, Calle Mesén, Villas de Ayarco, Montúfar y San Juan.
- San Francisco de Asís, San Francisco de Dos Ríos. Filiales: El Bosque, La Cabaña y Lomas.
- San Juan Pablo II. Dulce Nombre de La Unión. Filiales: El Carmen, Yerbabuena y Cima.
- San Pedro Apóstol, San Pedro de Montes de Oca. Filial: B. Pinto.
- San Rafael, San Rafael de Montes de Oca. Filiales: San Ramón y Salitrillos.
- San Ramón Nonato, Sabanilla de Montes de Oca. No posee filiales.
- Santa Eduviges Tirrases de Curridabat. Filiales: Las Mercedes (15 de agosto) y La Trinidad.
- Santa Marta, La Y Griega de San Francisco de Dos Ríos. Filial: Tiribí.
- Nuestra Señora de Fátima, Barrio Los Yoses. San Pedro de Montes de Oca. No posee filiales.

Inmaculada Concepción de María (agrupa parte de las Parroquias de la provincia civil de Heredia)

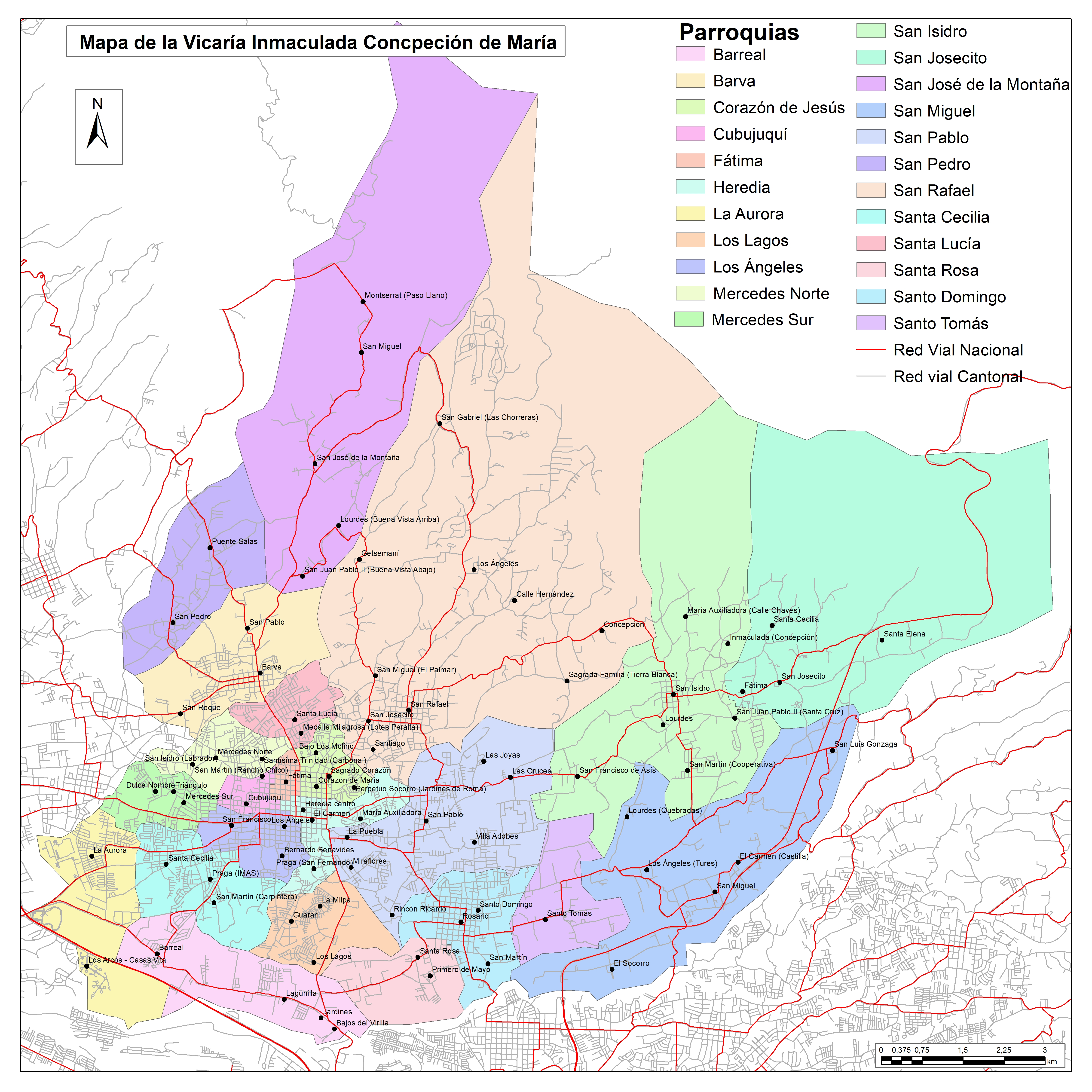
Mapa de la vicaría Inmaculada Concepción de María

- Nuestra Señora de las Mercedes, Heredia, filiales: Santísima Trinidad y otra
- Nuestra Señora de Fátima, Heredia
- Nuestra Señora de la Medalla Milagrosa, Cubujuquí de Heredia
- San Pablo, San Pablo de Heredia
- San Bartolomé, Barva de Heredia
- San Pedro Apóstol, San Pedro de Barva. Heredia
- Santa Rosa de Lima, Santo Domingo de Heredia
- Sagrado Corazón de Jesús, Heredia
- Santa Lucía, Barva de Heredia, Filial: La Medalla Milagrosa en Lotes Peralta
- Corpus Christi, La Aurora. Ulloa de Heredia
- San Rafael, San Rafael de Heredia
- San José de la Montaña, Barva de Heredia
- Patriarca San José, El Barreal. Ulloa de Heredia
- La Inmaculada, Heredia
- Santa Cecilia, Heredia, Filiales: Niño Jesús de Praga y San Martín de Porres
- Santo Domingo, Santo Domingo de Heredia
- San Isidro, San Isidro de Heredia
- Nuestra Señora de los Ángeles, Heredia
- Dulce Nombre de Jesús, Mercedes Sur, Mercedes de Heredia
- San José, San Josecito de Heredia
- Nuestra Señora de Guadalupe, Los Lagos de Heredia
- San Miguel, Santo Domingo de Heredia
- Santo Tomás de Aquino. Santo Domingo de Heredia

San Ignacio de Loyola (abarca parte de los cantones de Desamparados y Aserrí)

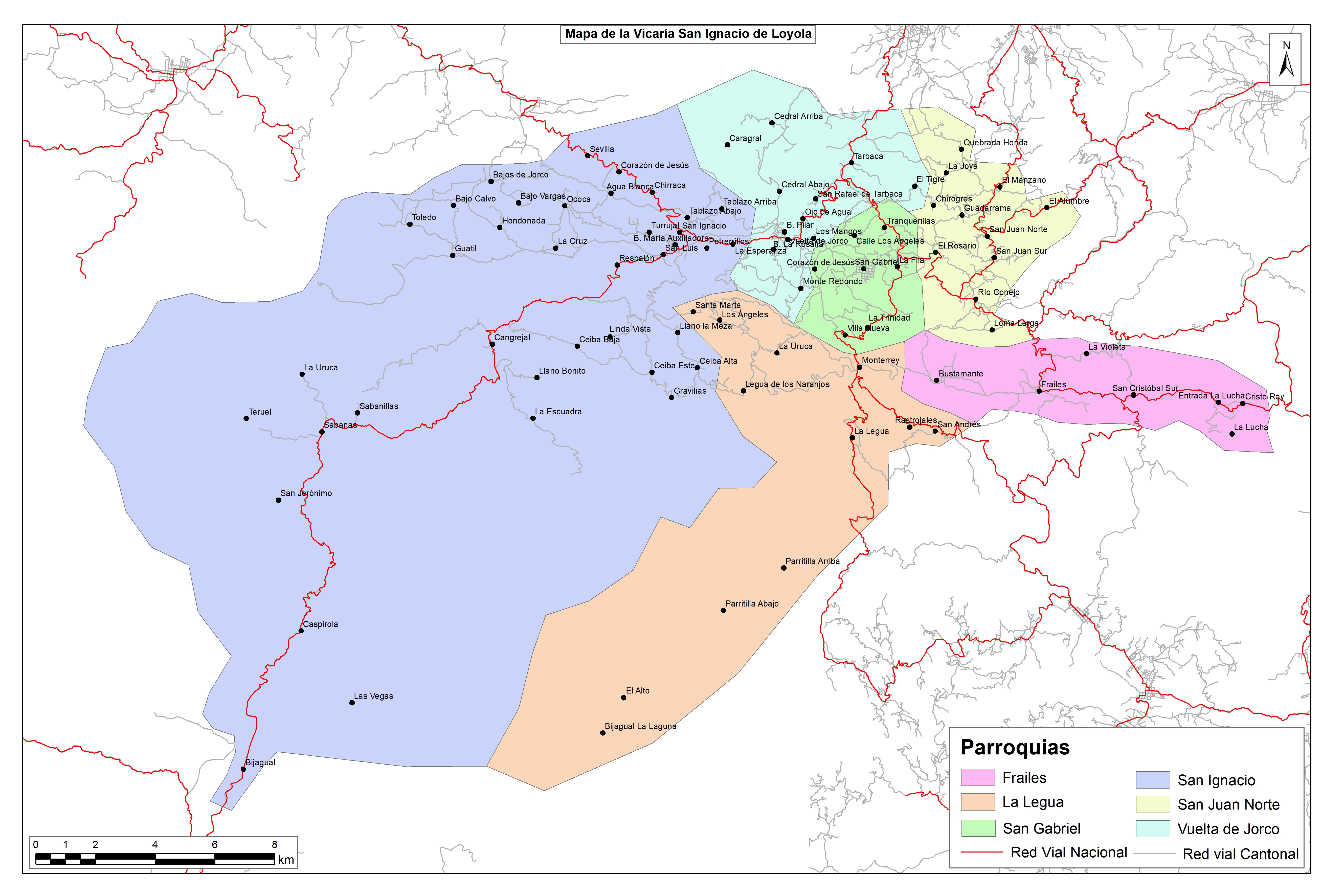
Mapa de la vicaría San Ignacio de Loyola

- Cristo Rey, Vuelta de Jorco de Aserrí
- Nuestra Señora del Perpetuo Socorro, Frailes de Desamparados
- San Ignacio de Loyola, San Ignacio de Acosta
- San Gabriel, San Gabriel de Aserrí
- San Juan Bautista, San Juan Norte
- San Juan Evangelista, La Legua de Aserrí

Santiago Apóstol (Puriscal, Turrubares, Mora)

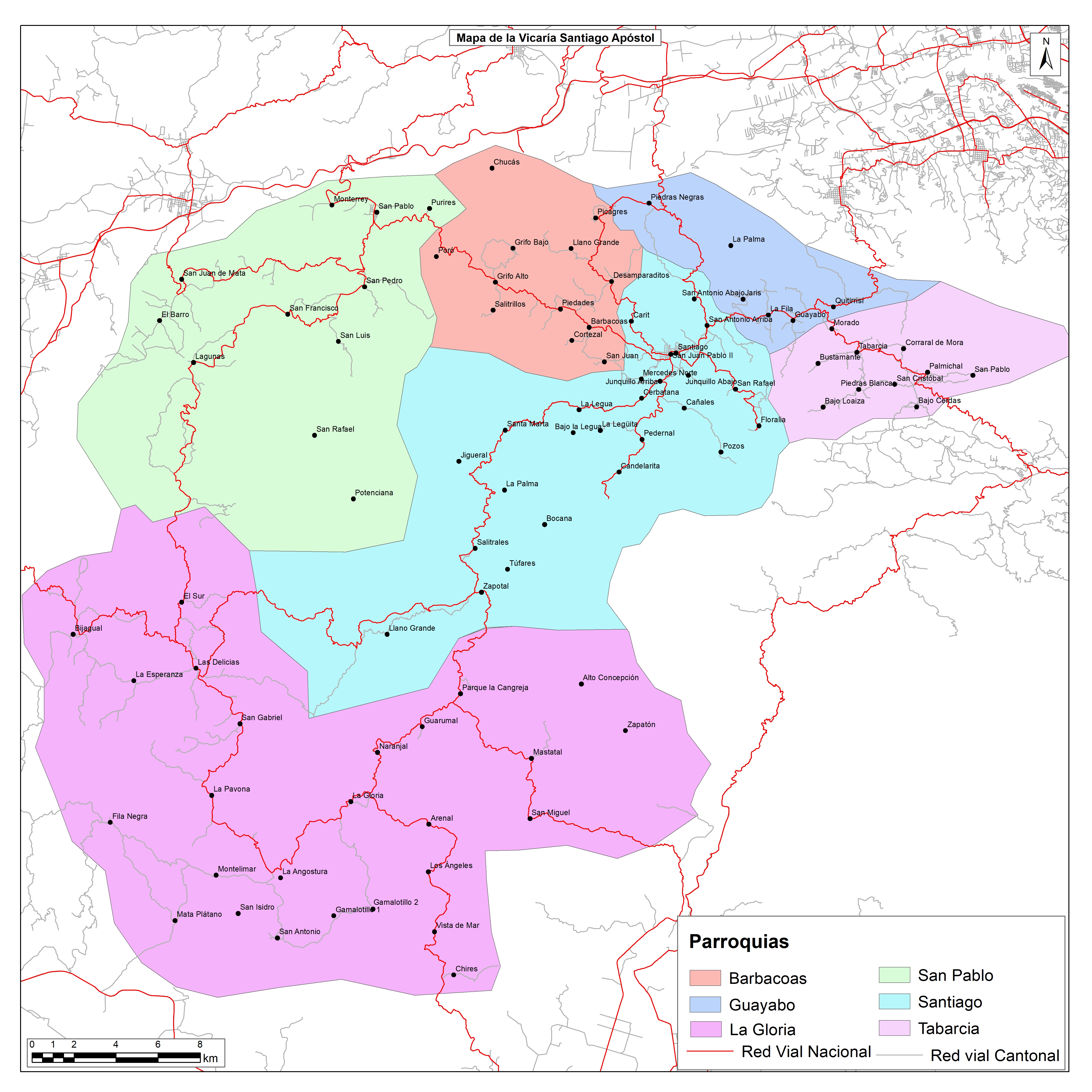
Mapa de la vicaría Santiago Apóstol

- Dulce Nombre de Jesús, Guayabo de Mora
- San Francisco de Asís, Tabarcia de Mora
- San Isidro, Barbacoas de Puriscal
- San Isidro, La Gloria de Chires. Puriscal
- San Pablo, Turrubares
- Santiago Apóstol, Santiago de Puriscal

San Juan Bautista (La Uruca, Tibás)

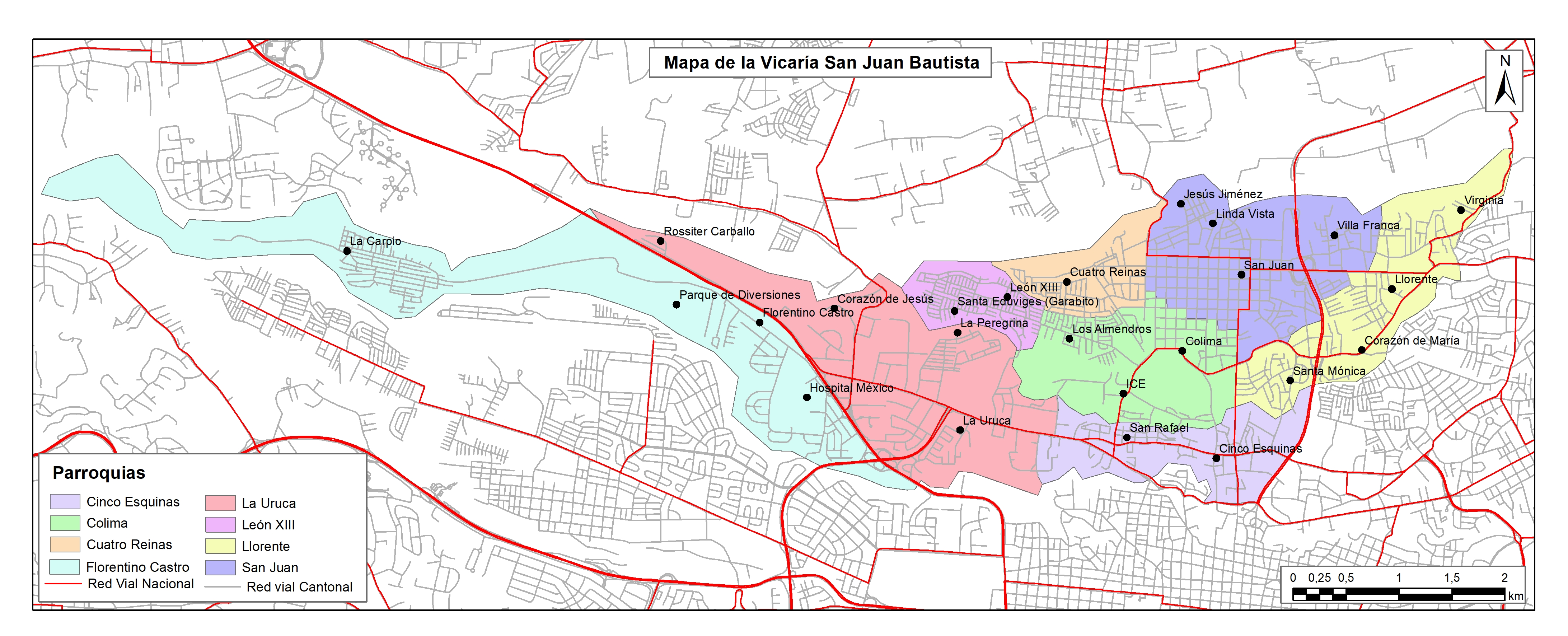
Mapa de la vicaría San Juan Bautista

- Natividad de la Santísima Virgen María, La Uruca. Filiales: La Peregrina, Rossiter Carballo y Corazón de Jesús.
- Nuestra Señora del Sagrado Corazón, Distrito Anselmo Llorente, cantón de Tibás. Filiales: Virginia, Santa Mónica y Corazón de María.
- Nuestra Señora de la Medalla Milagrosa, Cuatro Reinas de Tibás. Filiales: información no encontrada.
- San Agustín, Cinco Esquinas de Tibás. Filial: San Rafael.
- San Bruno, Colima de Tibás. Filiales: información no encontrada.
- San Juan Bautista, San Juan de Tibás. Filiales: Linda Vista y Jesús Jiménez.
- San Pedro Claver, León XIII de Tibás. Filial: Santa Eduviges (Garabito).
- Santa Catalina de Alejandría, Florentino Castro de La Uruca. Filial: La Carpio.

## Historia
La diócesis de San José fue erigida el 28 de febrero de 1850 con la bula Christianae religionis auctor del papa Pío IX, obteniendo el territorio de la diócesis de León en Nicaragua. Originalmente fue la única diócesis en toda Costa Rica y fue sufragánea de la arquidiócesis de Guatemala.
El 16 de febrero de 1921, en virtud de la bula Praedecessorum Nostrorum del papa Benedicto XV cedió porciones de su territorio para la erección de la diócesis de Alajuela y del vicariato apostólico de Limón (hoy diócesis de Limón) y a la vez fue elevada al rango de arquidiócesis metropolitana.
El 19 de agosto de 1954 cedió otra porción de su territorio para la erección de la diócesis de San Isidro de El General mediante la bula Neminem fugit del papa Pío XII.
El 21 de agosto de 1961 cedió nuevas porciones de su territorio a las diócesis de Alajuela y de Limón mediante el decreto Maiori animarum.
En 1981 obtuvo de la diócesis de Alajuela el territorio del cantón de Turrubares.
El 24 de mayo de 2005 cedió otra porción de su territorio para la erección de la diócesis de Cartago mediante la bula Saepe contingit del papa Benedicto XVI.

### Condena por encubrimiento
En una sentencia inédita en el país, el 23 de agosto de 2022 un tribunal civil condenó a la arquidiócesis, así como a la Conferencia Episcopal de Costa Rica, a indemnizar con 100 000 dólares a una víctima de abusos sexuales. La Justicia los consideró responsables por el encubrimiento del sacerdote pederasta Mauricio Víquez, quien cumple condena de veinte años de cárcel por la violación de un niño de once años de edad.

## Estadísticas
Según el Anuario Pontificio 2023 la arquidiócesis tenía a fines de 2022 un total de 1 552 000 fieles bautizados.
| Año                                                                             | Población            | Población | Población      | Sacerdotes | Sacerdotes    | Sacerdotes    | Bautizados por sacerdote | Diáconos permanentes | Religiosos | Religiosos | Parroquias |
| Año                                                                             | Bautizados católicos | Total     | % de católicos | Total      | Clero secular | Clero regular | Bautizados por sacerdote | Diáconos permanentes | Varones    | Mujeres    | Parroquias |
| ------------------------------------------------------------------------------- | -------------------- | --------- | -------------- | ---------- | ------------- | ------------- | ------------------------ | -------------------- | ---------- | ---------- | ---------- |
| 1949                                                                            | 449 000              | 450 048   | 99.8           | 112        | 71            | 41            | 4008                     |                      | 41         | 280        | 47         |
| 1966                                                                            | 579 856              | 597 856   | 97.0           | 218        | 109           | 109           | 2659                     |                      | 135        | 660        | 60         |
| 1970                                                                            | 742 746              | 757 904   | 98.0           | 241        | 130           | 111           | 3081                     |                      | 141        | 725        | 65         |
| 1976                                                                            | 885 066              | 903 129   | 98.0           | 236        | 144           | 92            | 3750                     |                      | 144        | 631        | 72         |
| 1980                                                                            | 800 000              | 940 000   | 85.1           | 261        | 151           | 110           | 3065                     |                      | 125        | 602        | 83         |
| 1990                                                                            | 1 350 000            | 1 500 000 | 90.0           | 348        | 215           | 133           | 3879                     |                      | 260        | 630        | 107        |
| 1999                                                                            | 2 334 636            | 2 683 490 | 87.0           | 368        | 252           | 116           | 6344                     |                      | 241        | 584        | 120        |
| 2000                                                                            | 2 345 036            | 2 726 786 | 86.0           | 372        | 270           | 102           | 6303                     |                      | 206        | 535        | 124        |
| 2001                                                                            | 2 347 623            | 2 761 910 | 85.0           | 376        | 289           | 87            | 6243                     |                      | 195        | 526        | 127        |
| 2002                                                                            | 2 375 019            | 2 794 140 | 85.0           | 363        | 272           | 91            | 6542                     |                      | 187        | 522        | 131        |
| 2003                                                                            | 1 812 945            | 2 132 877 | 85.0           | 364        | 273           | 91            | 4980                     |                      | 159        | 522        | 134        |
| 2004                                                                            | 1 621 800            | 1 930 714 | 84.0           | 395        | 260           | 135           | 4105                     | 1                    | 248        | 616        | 134        |
| 2010                                                                            | 1 168 000            | 1 566 000 | 74.6           | 339        | 241           | 98            | 3445                     | 2                    | 241        | 483        | 107        |
| 2014                                                                            | 1 414 000            | 2 015 000 | 70.2           | 342        | 244           | 98            | 4134                     |                      | 252        | 476        | 107        |
| 2017                                                                            | 1 468 800            | 2 066 500 | 71.1           | 363        | 251           | 112           | 4046                     | 19                   | 316        | 615        | 107        |
| 2020                                                                            | 1 519 860            | 2 138 345 | 71.1           | 372        | 260           | 112           | 4085                     | 21                   | 278        | 383        | 107        |
| 2022                                                                            | 1 552 000            | 2 184 000 | 71.1           | 395        | 288           | 107           | 3929                     | 21                   | 244        | 395        | 107        |
| Fuente: Catholic-Hierarchy, que a su vez toma los datos del Anuario Pontificio. |                      |           |                |            |               |               |                          |                      |            |            |            |

## Episcopologio
- Anselmo Llorente y Lafuente † (10 de abril de 1851-23 de septiembre de 1871 falleció)
  - Sede vacante (1871-1880)
- Bernardo Augusto Thiel Hoffman † (27 de febrero de 1880-9 de septiembre de 1901 falleció)
  - Sede vacante (1901-1904)
- Juan Gaspar Stork, C.M. † (1 de junio de 1904-12 de diciembre de 1920 falleció)
- Rafael Otón Castro Jiménez † (10 de marzo de 1921-14 de diciembre de 1939 falleció)
- Víctor Manuel Sanabria Martínez † (7 de marzo de 1940-8 de junio de 1952 falleció)
- Rubén Odio Herrera † (31 de octubre de 1952-28 de agosto de 1959 falleció)
- Carlos Humberto Rodríguez Quirós † (5 de mayo de 1960-24 de marzo de 1979 renunció)
- Román Arrieta Villalobos † (2 de julio de 1979-13 de julio de 2002 retirado)
- Hugo Barrantes Ureña (13 de julio de 2002-4 de julio de 2013 retirado)
- José Rafael Quirós Quirós, desde el 4 de julio de 2013